# 訃報 1979年4月
訃報 1979年4月（ふほう 1979ねん4がつ）では、1979年（昭和54年）4月中に物故した、又は物故が報じられた人物についてまとめる。

## （1日 - 15日）

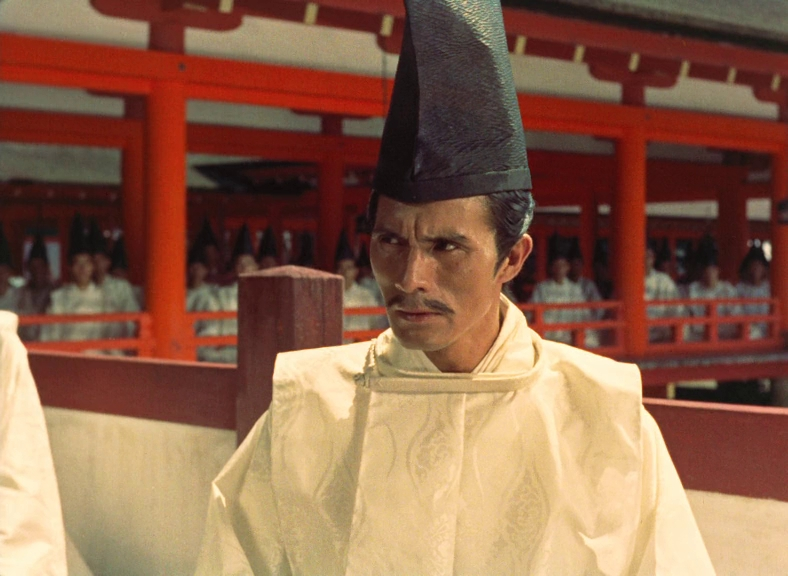
植村謙二郎／4月3日没

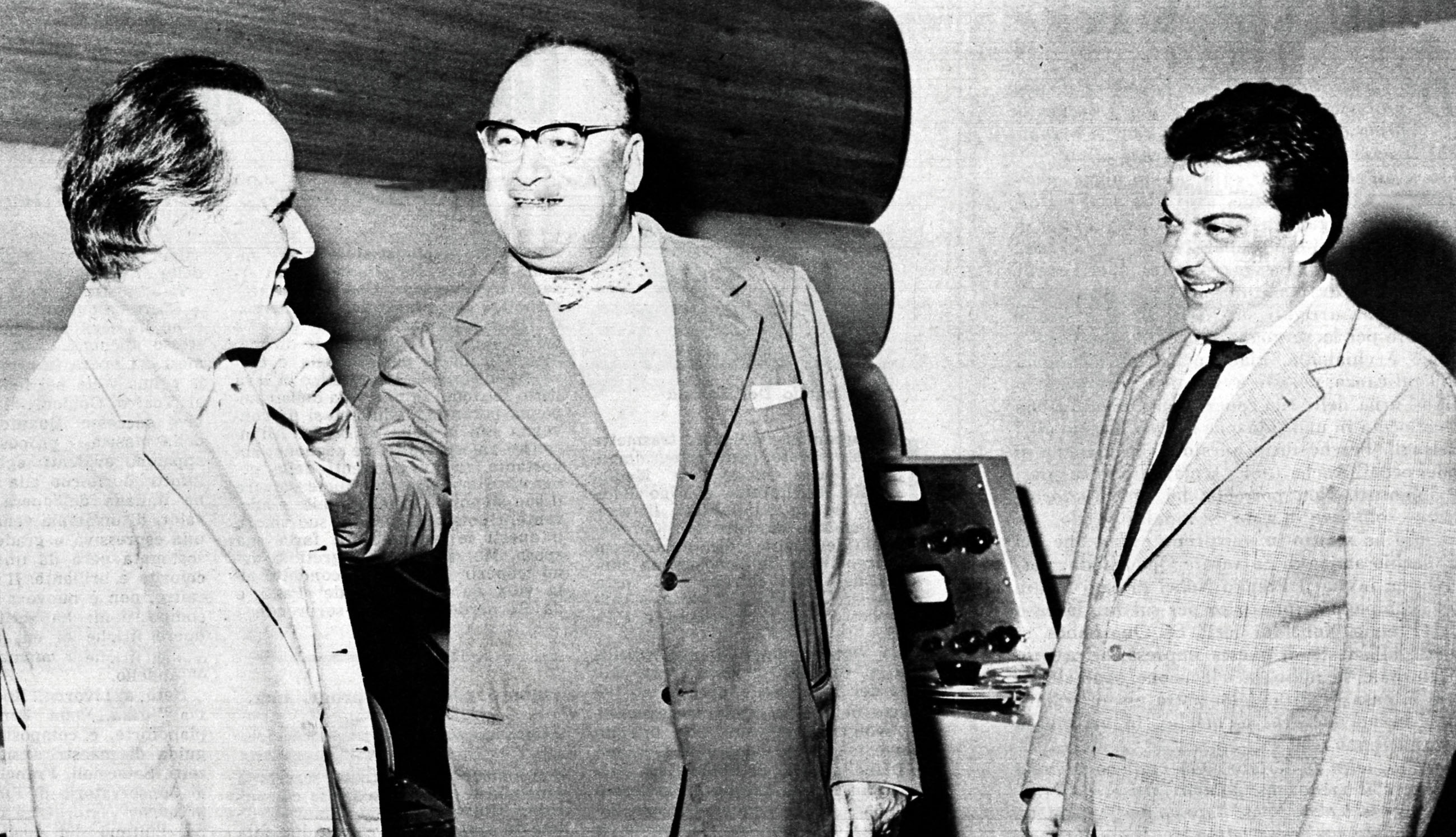
ニーノ・ロータ（左）／4月10日没

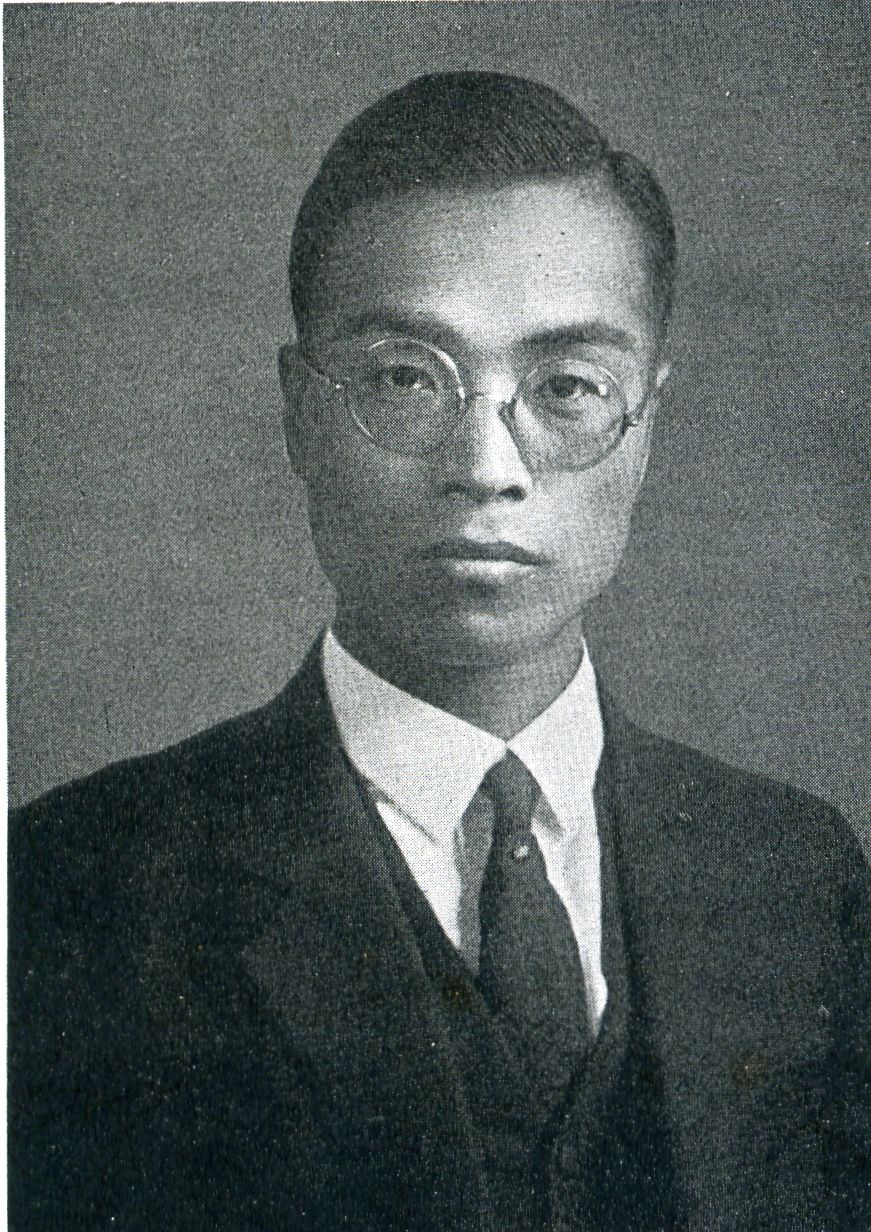
船田中／4月12日没

- 4月2日 - 新村英一、舞踊家（* 1897年）
- 4月3日 - 山内卓郎、実業家・政治家（* 1898年）
- 4月3日 - 植村謙二郎、俳優（* 1914年）
- 4月7日 - 杉本伝、競泳指導者（* 1890年）
- 4月8日 - 石澤守雄、内務官僚（* 1906年）
- 4月9日 - 豊嶋房太郎、陸軍軍人（* 1889年）
- 4月10日 - ニーノ・ロータ、作曲家（* 1911年）
- 4月12日 - 船田中、政治家、衆議院議長（* 1895年）

## （16日 - 30日）

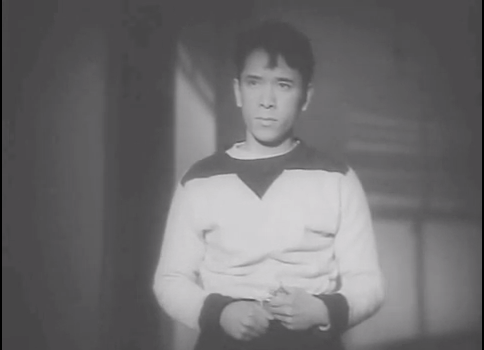
三井弘次／4月20日没

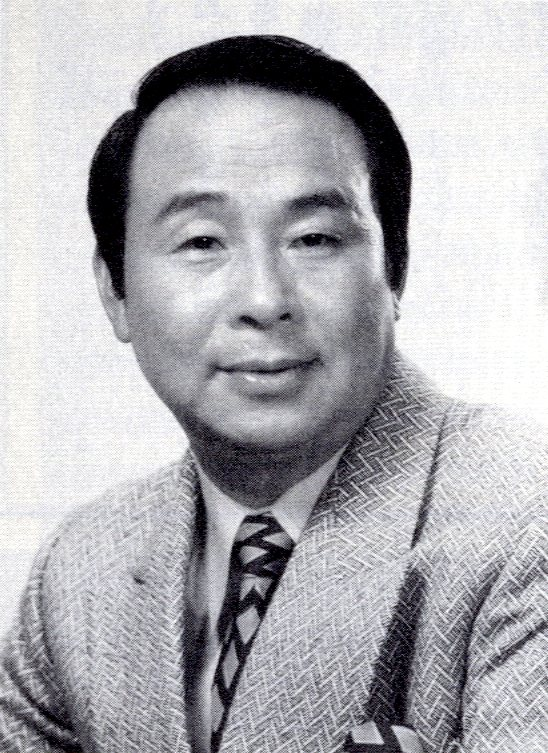
小畑実／4月24日没

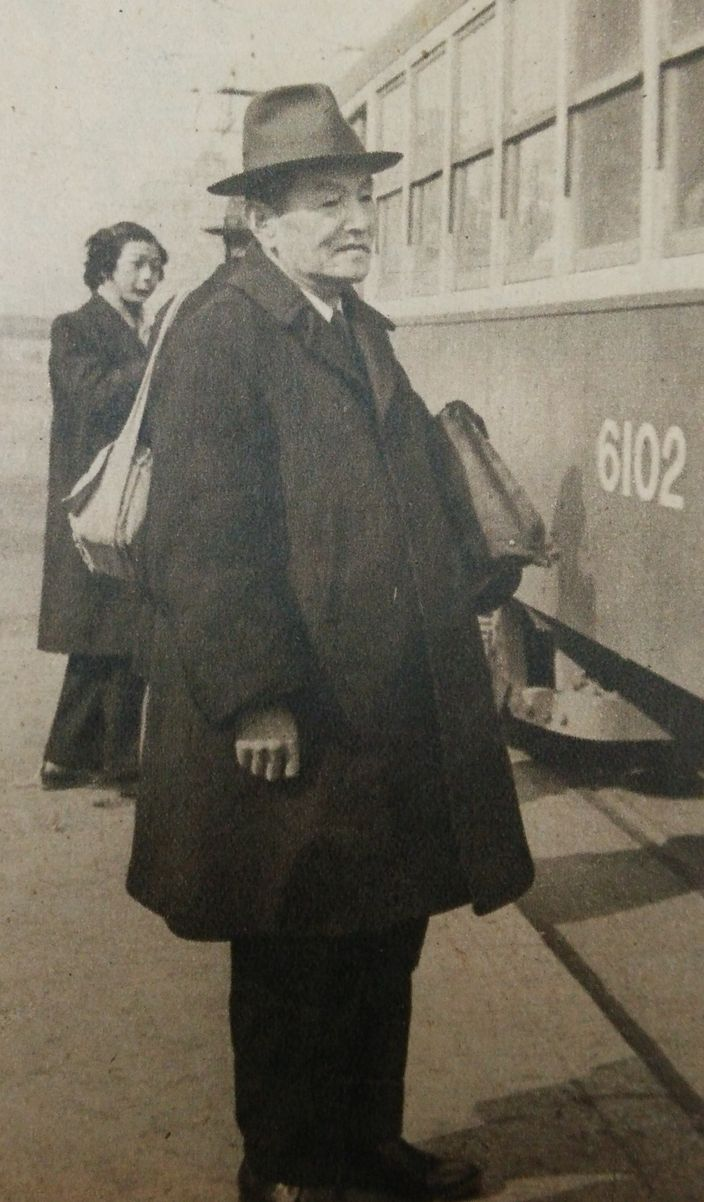
新関良三／4月27日没

- 4月16日 - 吉川観方、日本画家・版画家（* 1894年）
- 4月16日 - 西尾実、国文学者・国語教育学者・国語学者（* 1889年）
- 4月17日 - 津田幸男、サッカー選手・サッカー指導者（* 1917年）
- 4月18日 - 江口榛一、詩人・社会運動家（* 1914年）
- 4月19日 - 小澤得二、映画監督・脚本家・編集技師・元俳優（* 1893年）
- 4月20日 - 三井弘次、俳優（* 1910年）
- 4月23日 - 吉村証子、科学史家・児童科学読物作家（* 1925年）
- 4月24日 - 小畑実、歌手（* 1923年）
- 4月24日 - 対馬忠行、マルクス主義者（* 1901年）
- 4月24日 - 田中剛二、牧師（* 1899年）
- 4月24日 - 宮本馨太郎、民俗学者（* 1911年）
- 4月25日 - 牧村史陽、郷土史家・方言研究家（* 1898年）
- 4月26日 - 富田直亮、陸軍軍人（* 1899年）
- 4月27日 - 新関良三、ドイツ文学者・演劇研究者（* 1889年）